# Ernst Haubold von Miltitz
Ernst Haubold von Miltitz (* 13. Juli 1739 in Oberau; † 6. März 1774 in Pisa) war ein kurfürstlich-sächsischer Oberstleutnant und Amtshauptmann des Meißnischen Kreises, ferner kaiserlich-königlicher Kammerherr und Rittergutsbesitzer. Er war Freund und Gönner von Christian Fürchtegott Gellert sowie Erzieher und Förderer von Johann Gottlieb Fichte.

## Herkunft
Er stammte aus dem Geschlecht derer von Miltitz. Seine Eltern waren Heinrich Gottlob von Miltitz (* 27. Januar 1687; † 19. Mai 1759) und dessen zweite Ehefrau Frederike Christine von Heynitz (* 3. Mai 1706; † 20. Juli 1762). Der Generalmajor Dietrich Alexander von Miltitz und der Kammerherr Friedrich Sigismund von Miltitz waren seine beiden Brüder.

## Leben
Ernst Haubold von Miltitz erbte das väterliche Rittergut Oberau. Ferner gehörte ihm auch das Gut Siebeneichen. Er nahm Privatunterricht und schlug eine militärische und eine Verwaltungslaufbahn ein, die er als Oberstleutnant und als Amtshauptmann im Dienst des Kurfürsten von Sachsen beendete, um in kaiserliche Dienste als Kammerherr am Hof in Wien zu treten. Als solcher ließ er sich fern seiner Heimat als Baron von Miltitz bezeichnen. Er starb 1774 im 35. Lebensjahr in Pisa, wohin er aufgrund seiner anhaltenden Krankheit seit September 1773 zur Kur gegangen war, und wurde in Livorno beigesetzt. Nur drei Monate später starb auch seine einzige Tochter in Oberau.
Heinrich Ulrich Erasmus von Hardenberg wurde nach dem frühen Tod des Vaters 1775 zum Vormund von Dietrich von Miltitz bestellt und weilte zu diesem Zweck in Oberau. Ob ihn dorthin sein ältester Sohn, der 1772 geborene Novalis begleitete, ist unbekannt. Dietrich von Miltitz und Novalis wurden Freunde und Novalis bezeichnete dessen Mutter als Tante Miltitz.

## Familie
Er war mit Henrietta Louisa geborene von Schönberg (1741–1809) verheiratet. Der spätere General Dietrich von Miltitz war ihr gemeinsamer Sohn.